# Dullin
Dullin – miejscowość i gmina we Francji, w regionie Owernia-Rodan-Alpy, w departamencie Sabaudia.
Według danych na rok 1990 gminę zamieszkiwało 326 osób, a gęstość zaludnienia wynosiła 61 osób/km² (wśród 2880 gmin regionu Rodan-Alpy Dullin plasuje się na 1304. miejscu pod względem liczby ludności, natomiast pod względem powierzchni na miejscu 1490.).